# Алаколь (Алакольський район)
Алако́ль (каз. Алакөл) — село у складі Алакольського району Жетисуської області Казахстану. Входить до складу Камискалинського сільського округу.
Населення — 32 особи (2021; 52 у 2009, 97 у 1999, 88 у 1989).